# Дадлі Сторі
Дадлі Сторі (англ. Dudley Storey, 27 листопада 1939 — 6 березня 2017) — новозеландський академічний веслувальник.
Олімпійський чемпіон 1968 року в складі розпашної четвірки зі стерновим, срібний призер 1972 року в складі розпашної четвірки без стернового, учасник 1964 року.
Бронзовий призер Чемпіонату світу 1970 року в складі вісімки.